# Sigurd Swane
Sigurd Swane (oprindelig Svane, født 16. juni 1879 på Frederiksberg, død 9. april 1973 i Plejerup) var en dansk maler og forfatter.
Han studerede i København på Det Kongelige Danske Kunstakademi. Da han var i Paris i 1907, blev han inspireret af impressionismen og fauvismen. Tilbage i Danmark malede han en serie skovlandskaber. Hans brug af prikker blev snart erstattet af mere solide penselstrøg, med forsigtig inddeling af farverne, og han blev en af Danmarks førende kolorister.
Portrætter af ham er typisk med skove i baggrunden, som det ses på malerier af hans bror Leo Swane (1908) og af Harald Giersing (1908).
Sigurd Swane blev i 1921 gift med Agnete Swane. De flyttede i 1934 til Plejerup i Odsherred med deres tre børn Hanne Swane, Gerda Swane og Henrik Swane. De drømte om et kunstnerliv i tæt kontakt med naturen og skabte Malergården som ramme for det, med Agnete Swane som arkitekt. I dag hører det originale og velbevarede kunstnerhjem under Museum Vestsjælland, hvor det står som en åben tidslomme.
I 1927 havde ægteparret været i Italien, først og fremmest Rom og Firenze. I sommeren 1928 på sommerophold på Ærø, og i 1929 var Swane tre måneder alene rundt i store dele af Spanien. I 1931 opholdt han sig en tid i Skagen, hvor det bl.a. blev til et portræt af Anna Ancher, samt en række billeder fra byen med fritliggende huse og med haver imellem. Fem værker fra det ophold, herunder Anna Anchers portræt, befinder sig i dag i Skagens Kunstmuseers samling.
I årene 1947-1967 malede han ofte i Portugal og Spanien. Her rejste familien til i den autocamper de opfandt til lejligheden - ‘Casmabu’: Et træhus på ladet af en Bedford-lastbil. Den har siden 1995 stået til udstilling på Egeskov Slot.
Hans første kone var maleren Christine Swane. Sammen fik de sønnen Lars Swane, der også blev maler.
Sigurd Swane udgav flere digtsamlinger hvoraf  Skyer fra 1912 var den første. Han var medlem af Den Frie Udstilling 1910-14 og af Grønningen til 1966, og han modtog Eckersberg Medaillen i 1919 og Thorvaldsen Medaillen 1940. Han blev Ridder af Dannebrog 1939.

## Eksterne kilder og henvisninger
- Sigurd Swane på gravsted.dk
- Den Store Danske
- Sigurd Swane på Kunstindeks Danmark/Weilbachs Kunstnerleksikon
- Sigurd Swane på Dansk Forfatterleksikon

1. ↑  Sigurd Swane from Art Encyclopedia at Answers.com. besøgt 13. december 2008.
2. ↑  Jesper Seidner Knudsen i Sigurd Swane – Maleri, red. Sidsel Maria Søndergaard, Lotte Nishanti Winther og Britta Tøndborg. Øregaard Museum, Museet for Religiøs Kunst og Odsherreds Kunstmuseum, 2016.
3. ↑  Andreasen, Stefan

(13. juni 2018) https://www.sn.dk/odsherred-kommune/min-far-tegnede-swanernes-husvogn/ Hentet: 13. marts 2023